# Спутњик 3
Спутњик 3 је совјетски сателит. Лансиран 15. маја 1958. године. За циљ је имао истраживање атмосфере.